# Perlastrild
Der Perlastrild (Hypargos margaritatus) ist eine Art aus der Familie der Prachtfinken. Es werden keine Unterarten für diese Art unterschieden.

## Beschreibung
Der Perlastrild erreicht eine Körperlänge von bis zu 12,5 Zentimeter. Beim Männchen sind Oberkopf, Rücken und Flügel rötlich erdbraun. Die Oberschwanzdecken sind dunkelrosa. Die Körperunterseite ist schwarz, die Körperseiten weisen sehr dichte weißlich bis rosafarbene Tropfenflecke auf. Der Schnabel ist dunkelgrau, die Augen sind dunkelbraun.
Die Weibchen ähneln den Männchen, allerdings sind die Kopf- und Halsseiten, die Kehle und die Oberbrust grau. Die Mitte der Körperunterseite ist weißlich, die Seiten sind schwarz mit dicht stehenden weißlichen Tropfenflecken.

## Verbreitungsgebiet und Lebensweise
Das Verbreitungsgebiet des Perlastrilds ist der Osten Eswatinis sowie Mosambik bis zum Save-Fluss. Er fehlt in den dichter bewaldeten Regionen, die vom zur selben Gattung gehörenden Roten Tropfenastrild besiedelt werden. Sein Lebensraum sind Trockenwälder mit dichtem Unterwuchs. Er kommt außerdem in Buschland und Palmendickichten sowie am Rand von Primärwäldern vor. Im Kruger-Nationalpark kommt er auch in sandigen Regionen vor, die mit Nyandubusch bewachsen sind. Grundsätzlich besiedelt er trockenere Regionen als der Rote Tropfenastrild.
Perlastrilde leben paarweise sowie in kleinen Familiengruppen. Gelegentlich sind sie mit Amaranten und Angola-Schmetterlingsfinken vergesellschaftet. Das Gelege besteht aus drei bis fünf weißen Eiern.

## Haltung
Perlastrilde wurden das erste Mal 1832 nach Deutschland eingeführt. Perlastrilde wurden danach nur gelegentlich eingeführt, erst ab 1961 kamen Perlastrilde unregelmäßig in den Handel, jedoch immer in geringer Stückzahl. Wie bei vielen anderen Prachtfinken sind eingeführte Perlastrilde sehr anfällig, da sie ihr Ziel meist in schlechtem Gesundheitszustand erreichen.

## Belege

### Einzelbelege
1. ↑   Nicolai et al., S. 128

### Weblink
- Hypargos margaritatus in der Roten Liste gefährdeter Arten der IUCN 2013.2. Eingestellt von: BirdLife International, 2012. Abgerufen am 5. Februar  2014.